# 日々 (森山直太朗の曲)
『日々』（ひび）は、森山直太朗19枚目のシングル。
2013年3月27日発売。発売元はユニバーサルミュージック。

## 収録曲
全曲　作詞・作曲：森山直太朗/御徒町凧
1. 日々　編曲：蔦谷好位置
2. 話がしたい feat.鎮座DOPENESS,Escar5ot　編曲：渡辺俊美
3. 触ってごらん　編曲：石川鷹彦